# Hrvatska čista stranka prava – dr. Ante Starčević
Hrvatska čista stranka prava – dr. Ante Starčević (HČSP-AS) politička je stranka Hrvata u BiH, pravaškog usmjerenja.

## Osnutak
Hrvatska čista stranka prava Bosne i Hercegovine osnovana je 1996. godine, kao pandan Hrvatske čiste stranke prava u Hrvatskoj, ali je kasnije zamrla.
Deset godina nakon prvog osnutka, skupina pravaša donijela je odluku o obnovi "čistog pravaštva", koje će "dosljedno primjenjivati Starčevićevu dogmu". Stranka je registrirana 17. svibnja 2006. pri Županijskom sudu u Livnu, pod nazivom Hrvatska čista stranka prava – dr. Ante Starčević, sa sjedištem u Tomislavgradu. Predsjednik joj je Tadija Ljubičić.

## Temeljna načela
HČSP-AS politička je udruga koja se, polazeći od učenja dr. Ante Starčevića, dr. Eugena Kvaternika, baruna Stjepana pl. Sarkotića, dr. Džafer-bega Kulenovića, Hamida Ekrema Sahinovića, dr. Nikole Mandića i njihovih sljedbenika te žrtava Domovinskog rata, u kojemu je sadržano tisućljetno povijesno iskustvo hrvatskog naroda i njegova težnja za pravdom i slobodom, a nadahnuta socijalno-političkom mišlju Stjepana Radića i suvremenim demokratskim i socijalnim težnjama, bori za slobodu, socijalnu pravdu, blagostanje i napredak hrvatskog naroda i svih građana u BiH.